# Pfarrkirche Grünbach (Oberösterreich)

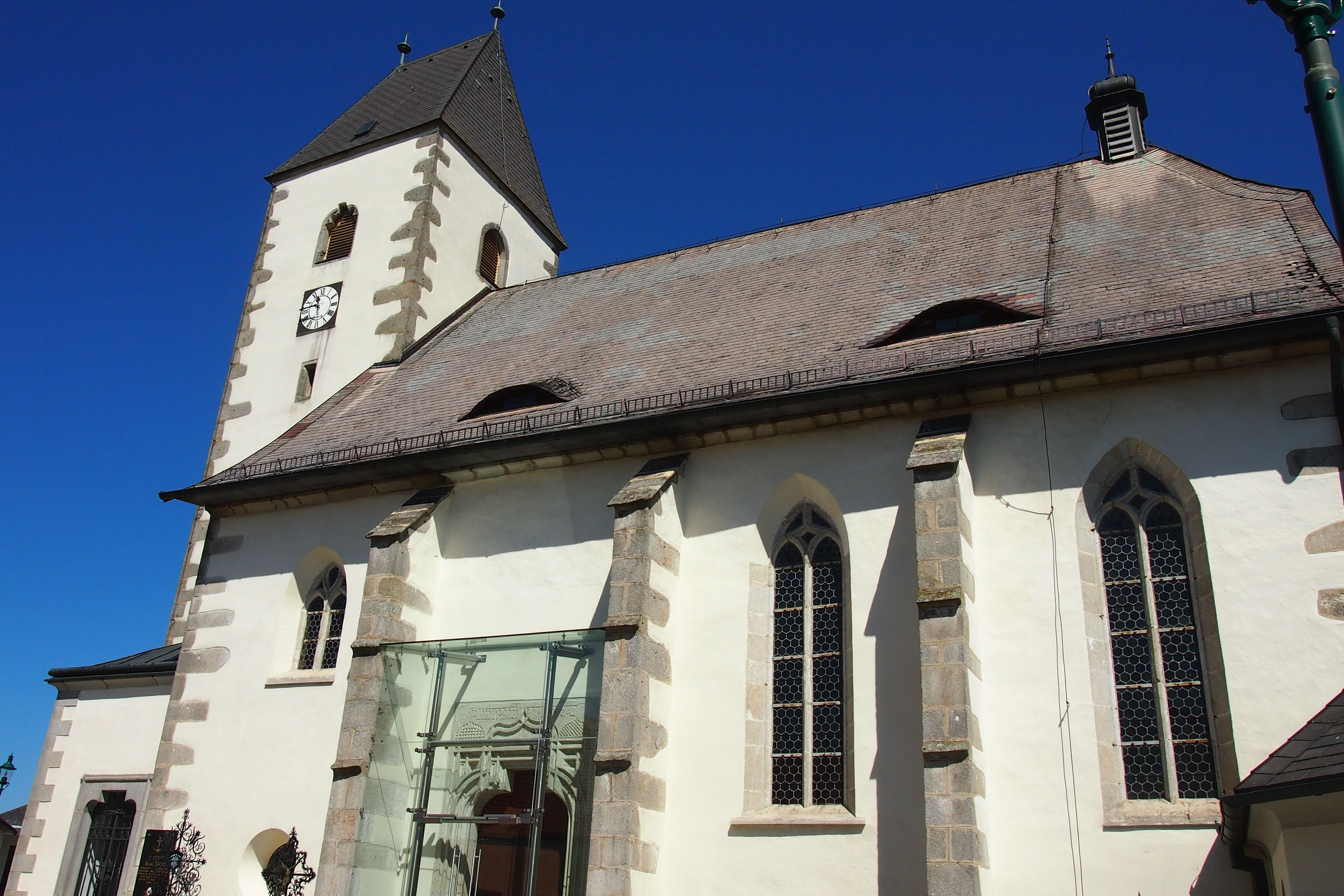
Kath. Pfarrkirche hl. Nikolaus in Grünbach in Oberösterreich

Die römisch-katholische Pfarrkirche Grünbach steht im Ort Grünbach in der Gemeinde Grünbach im Bezirk Freistadt in Oberösterreich. Die dem heiligen Nikolaus geweihte Kirche – dem Stift Sankt Florian inkorporiert – gehört zum Dekanat Freistadt in der Diözese Linz. Die Kirche steht unter Denkmalschutz.

## Geschichte
Eine Kirche wurde 1308 urkundlich genannt, als Grünbach von der Pfarre Lasberg losgelöst wurde.

## Architektur
Der einjochige kreuzrippengewölbte Chor schließt mit einem Fünfachtelschluss und hat einfach Lanzettfenster aus der Mitte des 14. Jahrhunderts. Das wesentlich höhere dreischiffige vierjochige kreuzrippengewölbte Langhaus um 1510 ist in der Achse nach Norden verschoben, vermutlich weil der Chor einem Neubau weichen sollte. Die Wirkung des Lichteinfalles ist trotz geringem Ausmaßes der Fenster infolge der ausgeglichenen Raumverhältnisse bemerkenswert. Die massige gotisch erneuerte Westempore scheidet das Westjoch aus, was das Langhaus zu einem Zentralraum macht. Der Westturm mit einem Keildach zeigt in einem Ortstein an der Südwestkante eine Maske. An der östlichen Außenwand der Beichtkapelle nördlich des Chores ist ein frühgotischer wimperartiger Zierstein nach 1300, wohl ursprünglich die Bekrönung einer Sakramentsnische. Der eingemauerte Schlussstein an der Nordostseite des Langhauses entstand um 1500. Das reich verstäbte Südportal ist mit 1512 bezeichnet und hat eine Türe mit gotischen Beschlägen.

## Ausstattung
Das gotische Taufbecken mit einem neuen Fuß hat einen barocken Deckel (der im Pfarrhof aufbewahrt wird), die übrige Ausstattung ist neugotisch. Die mechanische Schleifladenorgel mit acht Registern auf einem Manual und Pedal wurde 1873 von Anton Hanel erbaut und stellt eine der wenigen noch erhalten gebliebenen Arbeiten dieses Urfahraner Orgelbauers dar. Bei der 2007 ausgeführten Restaurierung durch Orgelbau Kögler wurde die dreifache Mixtur mit einem Vorabzug für eine Octave 2' versehen. Auch die zwischenzeitlich angebrachte dunkelbraune Fassung entfernte man im Rahmen dieser Arbeiten; sie stammte wohl aus jener Zeit, zu der die neugotische Ausstattung entstanden war.